# Janko Smole

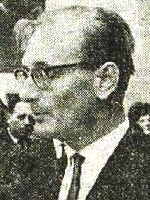
Janko Smole (1965)

Janko Smole (* 2. Juni 1921 in Ljubljana, Jugoslawien, heute: Slowenien; † 11. Juni 2010 ebenda) war ein Politiker des Bundes der Kommunisten Jugoslawiens (BdKJ) in der Sozialistischen Föderativen Republik Jugoslawien (SFRJ), der unter anderem zwischen 1958 und 1962 Gouverneur der Nationalbank der Föderativen Volksrepublik Jugoslawien (FVRJ), von 1965 bis 1967 als Vorsitzender des Exekutivrates Ministerpräsident der Sozialistischen Republik Slowenien sowie zwischen 1967 und 1974 als Bundessekretär für Finanzen Finanzminister Jugoslawiens war.

## Leben
Janko Smole, der aus einer bekannten Familie von Rechtsanwälten stammte, begann nach dem Besuch des Gymnasiums in Belgrad ein Studium und wurde 1939 Mitglied des Bundes der kommunistischen Jugend Jugoslawiens (SKOJ). Während des Zweiten Weltkrieges nahm er ab September 1941 am Partisanenkrieg, dem sogenannten „Nationalen Befreiungskampf der Menschen in Jugoslawien“ gegen die deutsche und italienische Besatzungsmacht und geriet im Februar 1942 aufgrund seiner Aktivitäten als Politoffizier des VII. Korps sowie des Hauptstabes der Volksbefreiungsarmee (NOVJ) in italienische Gefangenschaft, aus der er erst im Mai 1944 befreit wurde. Nach seiner Rückkehr nach Jugoslawien wurde er 1944 Mitglied der Kommunistischen Partei Jugoslawiens und übernahm in der Folgezeit zahlreich Funktionen in der Föderativen Volksrepublik Jugoslawien (FVRJ). Zunächst wurde er im November 1944 Sekretär für Agitation und Propaganda im Zentralkomitee (ZK) der Kommunistischen Partei Sloweniens sowie Sekretär der Abteilung Koordination im Präsidium der Regierung Sloweniens, ehe er Leiter eine Abteilung der Planungskommission der FVRJ wurde. Danach folgten Verwendungen als Vizepräsident der Planungskommission der Republik Slowenien, als Sekretär des Koordinierungsausschusses des Vorsitzes der Regierung der Republik Slowenien, zwischen 1950 und 1953 als Vorsitzender der Plankommission der Republik Slowenien, Assistent des Präsidenten des Wirtschaftsrats der Regierung der Republik Slowenien, als Direktor des Institutes für Wirtschaft beim Bundesexekutivrat, als Generaldirektor der Direktion für kurzfristige Kredite der Nationalbank der Föderativen Volksrepublik Jugoslawien sowie als Stellvertretender Exekutivdirektor der Internationalen Bank für Wiederaufbau und Entwicklung in Washington, D.C.
Am 21. Juni 1958 wurde Smole als Nachfolger von Vojin Guzina Gouverneur der Nationalbank der Föderativen Volksrepublik Jugoslawien und bekleidete diesen Posten bis zu seiner Ablösung durch Nikola Miljanić am 16. Juni 1962. Nachdem er im Anschluss seit Juni 1962 stellvertretender Vorsitzender des Exekutivrates war, wurde er im April 1965 Nachfolger von Viktor Avbelj als Vorsitzender des Exekutivrates Ministerpräsident der Sozialistischen Republik Slowenien und bekleidete dieses Amt bis Mai 1967, woraufhin Stane Kavčič sein Nachfolger wurde. Im Anschluss wurde er am 18. Mai 1967 im Kabinett Špiljak Bundessekretär für Finanzen und damit Finanzminister der Sozialistischen Föderativen Republik Jugoslawien (SFRJ). Dieses Ministeramt bekleidete er auch im Kabinett Ribičič (18. Mai 1969 bis 30. Juli 1971) sowie im Kabinett Bijedić I (30. Juli 1971 bis 17. Mai 1974). In dieser Funktion war er zwischen 1971 und 1975 auch Mitglied des Rates für die Ausarbeitung der Grundfragen der Entwicklungspläne Jugoslawiens.
Im Anschluss wurde er am 17. Mai 1974 im Kabinett Bijedić II Mitglied des Bundesexekutivrates und bekleidete dieses Amt anschließend auch im Kabinett Đuranović I (15. März 1977 bis 16. Mai 1978). In dieser Funktion befasste er sich zeitweilig mit den Beziehungen zu den Europäischen Gemeinschaften sowie mit Außenhandel. Er war ferner Mitglied des Exekutivrates der Sozialistischen Allianz der Werktätigen Jugoslawiens SSRNJ sowie vom XI. Parteikongress (20. bis 23. Juni 1978) bis zum XIII. Parteikongress (25. bis 28. Juni 1986) Mitglied des Zentralkomitees des Bundes der Kommunisten Jugoslawiens (BdKJ). Im Kabinett Planinc fungierte er vom 16. Mai 1982 bis zum 15. Mai 1984 erneut als Mitglied des Bundesexekutivrates.